# UCI-Trial-Weltcup 2016
Beim UCI-Trial-Weltcup 2016 wurden durch die Union Cycliste Internationale die Weltcupsieger im Trial ermittelt.

## Ablauf
Der Weltcup 2016 bestand aus fünf Läufen:
- Krakau: 20.–21. Mai
- Les Menuires: 9.–10. Juli
- Vöcklabruck: 30.–31. Juli
- Albertville: 20.–21. August
- Antwerpen: 24.–25. September

Der Weltcup von Vöcklabrück fand wie im Vorjahr im Stadtpark statt. Im letzten Weltcup-Lauf, also in Antwerpen, zählten die Punkte doppelt.

## Männer 20 Zoll
In der 20-Zoll-Klasse gab es 79 Fahrer.
| # | Datum         | Ort          | Erster         | Zweiter      | Dritter        |
| - | ------------- | ------------ | -------------- | ------------ | -------------- |
| 1 | 21. Mai       | Krakau       | Benito Ros     | Rick Koekoek | Ion Areitio    |
| 2 | 10. Juli      | Les Menuires | Dominik Oswald | Benito Ros   | Abel Mustieles |
| 3 | 31. Juli      | Vöcklabruck  | Abel Mustieles | Benito Ros   | Ion Areitio    |
| 4 | 21. August    | Albertville  | Abel Mustieles | Benito Ros   | Lucien Leiser  |
| 5 | 25. September | Antwerpen    | Abel Mustieles | Benito Ros   | Dominik Oswald |

Gesamtwertung
| Platz | Name           | Punkte |
| ----- | -------------- | ------ |
| 1     | Abel Mustieles | 1050   |
| 2     | Benito Ros     | 1000   |
| 3     | Dominik Oswald | 760    |
| 4     | Ion Areitio    | 750    |
| 5     | Rick Koekoek   | 670    |
| 6     | Lucien Leiser  | 640    |

## Männer 26 Zoll
In der 26-Zoll-Klasse gab es 89 Teilnehmer.
| # | Datum         | Ort          | Erster            | Zweiter            | Dritter            |
| - | ------------- | ------------ | ----------------- | ------------------ | ------------------ |
| 1 | 21. Mai       | Krakau       | Aurélien Fontenoy | Vincent Hermance   | Nicolas Vallée     |
| 2 | 10. Juli      | Les Menuires | Jack Carthy       | Nicolas Vallée     | Gilles Coustellier |
| 3 | 31. Juli      | Vöcklabruck  | Jack Carthy       | Nicolas Vallée     | Alexis Brunetaud   |
| 4 | 21. August    | Albertville  | Jack Carthy       | Vincent Hermance   | Gilles Coustellier |
| 5 | 25. September | Antwerpen    | Jack Carthy       | Gilles Coustellier | Vincent Hermance   |

Gesamtwertung
| Platz | Name               | Punkte |
| ----- | ------------------ | ------ |
| 1     | Jack Carthy        | 1095   |
| 2     | Nicolas Vallée     | 835    |
| 3     | Vincent Hermance   | 825    |
| 4     | Gilles Coustellier | 725    |
| 5     | Rafael Tibau       | 635    |
| 6     | Pol Tarrés         | 535    |

## Frauen
Im Frauen-Weltcup gab es 23 Teilnehmerinnen.
| # | Datum         | Ort          | Erste            | Zweite            | Dritte            |
| - | ------------- | ------------ | ---------------- | ----------------- | ----------------- |
| 1 | 21. Mai       | Krakau       | Nina Reichenbach | Tatiana Janíčková | Debi Studer       |
| 2 | 10. Juli      | Les Menuires | Nina Reichenbach | Irene Caminos     | Tatiana Janíčková |
| 3 | 31. Juli      | Vöcklabruck  | Nina Reichenbach | Tatiana Janíčková | Debi Studer       |
| 4 | 21. August    | Albertville  | Nina Reichenbach | Tatiana Janíčková | Janine Jungfels   |
| 5 | 25. September | Antwerpen    | Janine Jungfels  | Nina Reichenbach  | Perrine Devahive  |

Gesamtwertung
| Platz | Name              | Punkte |
| ----- | ----------------- | ------ |
| 1     | Nina Reichenbach  | 1120   |
| 2     | Tatiana Janíčková | 820    |
| 3     | Debi Studer       | 780    |
| 4     | Perrine Devahive  | 680    |
| 5     | Irene Caminos     | 650    |
| 6     | Alba Hidalgo      | 565    |